# Torben Nørregaard
Torben Nørregaard (født 27. marts 1947) er tidligere borgmester i Ringkøbing-Skjern Kommune fra 2007 til 2009. Før det var han fra 1998 borgmester i Videbæk Kommune, som blev en del af Ringkøbing-Skjern Kommune i forbindelse med kommunalreformen. Torben Nørregaard er medlem af Venstre.